# صموئيل جونسون (كاتب)
صموئيل جونسون (بالإنجليزية: Samuel Johnson)‏ هو كاتب نيوزلندي، ولد في 16 مارس 1827، وتوفي في 6 أغسطس 1905.